# BlackBerry 10

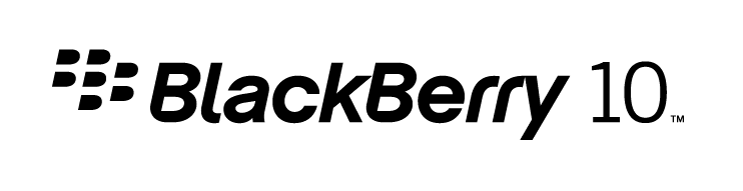
Logo operačního systému Blackberry 10

BlackBerry 10 je operační systém pro mobilní telefony značky BlackBerry. BlackBerry 10 je QNX, Unix-like operační systém původně vyvíjený společností QNX Software Systems až do chvíle než firmu převzala společnost BlackBerry. Jako výsledek akvizice vydala společnosti BlackBerry BlackBerry Tablet OS pro BlackBerry Playbook.

## Historie
Operační systém se měl původně jmenovat BBX, ale název byl změněn, poté co se firma BASIS International ohradila, že tento název již využívá jejich software. Dne 12. listopadu 2012 CEO Blackberry Thorsten Heins oznámil, že 30. ledna 2013 vyjde operační systém 10.0 a první smartphone s tímto systémem. Operační systém stejně jako dva mobilní telefony (Q10 a Z10) byly uvedeny na trh 30. ledna 2013. Společnost také oznámila, že Blackberry Playbook v budoucnu získá upgrade na Blackberry 10. Po ekonomických výsledcích společnost oznámila, že v zařízení Blackberry Playbook se tento operační systém nebude využívat.
Dne 10. května 2013 vydala společnost operační systém Blackberry 10.1, který měl opravit chyby původního systému. 13. září 2013 bylo oznámeno vydání systému 10.2 a nový Blackberry 10 smartphone Z30, který měl mít vyšší výkon než Z10 a Q10. 18. června 2014 oznámil obchodní vztah se společností Amazon, který vyústil ve verzi 10.3 se zabudovaným Amazon Appstore.

## Funkce

### Ovládání
Hlavním ovládacím prvkem zařízeních byl dotykový displej spolu s fyzickou klávesnici u zařízeních disponujících klávesnicí. Uživatelé mohou používat pro navigaci v systému gesta a klávesové zkratky. Zařízení s fyzickou klávesnicí mohou používat klávesnicové zkratky k rychlejšímu otevření aplikací či k uskutečnění specifické funkce.

### Blackberry Hub
Blackberry hub sdružuje všechny příchozí e-maily, SMS/MMS zprávy, hovory a oznámení z aplikací řazené dle data. V BB Hub může uživatel rovnou vytvářet nové zprávy či odpovědět na přijaté notifikace.

### Ostatní
Blackberry 10 také obsahuje
- Virtuálního asistenta, který umí provádět různé akce jako reakci na podnět uživatele prostřednictvím hlasu či napsaného pozadavku.
- Virtuální klávesnici, která podporuje prediktivní psaní.
- Blackberry Balance, který umožňuje oddělit osobní data od pracovních.
- Blackberry Link. Tato funkce synchronizuje data mezi počítačem a mobilním telefonem.

## Předinstalované aplikace
Blackberry 10 má předinstalované aplikace, které pomáhají uživatelům provádět různé úkoly a aktivity. Mezi aplikace patří: Webový prohlížeč, galerie, hudba, story maker (aplikace k vytváření příběhů z fotografií), poznámky, kalkulátor, hodiny, počasí, prohlížeč souborů, Box, Dropbox, Facebook, Twitter, Blackberry World, Amazon Appstore, Docs to go a další.

## Podpora zařízení
Blackberry 10 podporuje následující zařízení. Všechna podporují poslední verzi systému.
| Zařízeni      | Charakteristiky                                                 | Datum vydání  | Minimální OS |
| ------------- | --------------------------------------------------------------- | ------------- | ------------ |
| Z10           | 4,2" dotykový displej                                           | Leden 2013    | 10.0         |
| Q10           | 3,1" dotykový displej s fyzickou klávesnicí                     | Leden 2013    | 10.0         |
| Q5            | 3,1" dotykový displej s fyzickou klávesnicí                     | Květen 2013   | 10.1         |
| Z30           | 5" dotykový displej                                             | Říjen 2013    | 10.2         |
| P'9982        | 4,2" dotykový displej                                           | Prosinec 2013 | 10.2         |
| Z3            | 5" dotykový displej                                             | Únor 2014     | 10.2.1       |
| P'9983        | 4,5" dotykový displej s fyzickou klávesnicí                     | Září 2014     | 10.3.0       |
| Passport      | 4,5" dotykový displej s fyzickou klávesnicí                     | Říjen 2014    | 10.3.0       |
| Classic (Q20) | 3,5" dotykový displej, fyzická klávesnice a dedikovaná tlačítka | Prosinec 2014 | 10.3.1       |
| Leap          | 5" dotykový displej                                             | Duben 2015    | 10.3.1       |

BlackBerry Leap je poslední zařízení od BlackBerry používající operační systém BlackBerry 10. Novější zařízení od BlackBerry používají operační systém Android.